# Aditirto
Aditirto is een bestuurslaag in het regentschap Kebumen van de provincie Midden-Java, Indonesië. Aditirto telt 2448 inwoners (volkstelling 2010).